# Gare de Nesima
La gare de Nesima est une gare ferroviaire de la ligne à voie étroite Ferrovia Circumetnea. Elle est située à Catane, sur l'île de Sicile en Italie.
Elle est en correspondance avec la station Nesima desservie par la ligne unique du métro de Catane.

## Situation ferroviaire
Établie à 132 mètres d'altitude, la gare de Nesima est située au point kilométrique (pk) 7,205 de la Ferrovia Circumetnea, entre les haltes de Cibali et de Lineri

## Histoire
Depuis l'ouverture de la station Nesima du métro de Catane le 31 mars 2017 elle est devenue une gare d'échange entre la ligne ferroviaire et la ligne unique du métro.
En 2013 un parking d'échange de 400 places est situé au nord de la gare via Michele Amari.

## Service des voyageurs

### Accueil
Les quais de la gare sont accessibles de chaque côté des voies, au nord par la via Frà Mauro et au sud par la viale Lorenzo Bolano ou se situe l'échange avec la station Nesima desservie par la ligne unique du métro de Catane.

### Desserte

Installations et desserte
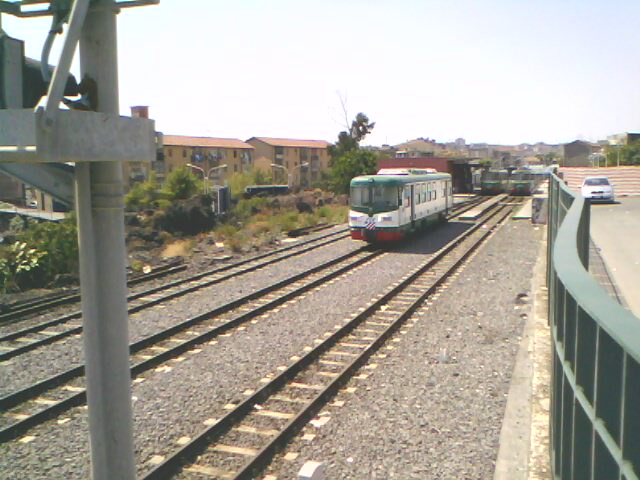
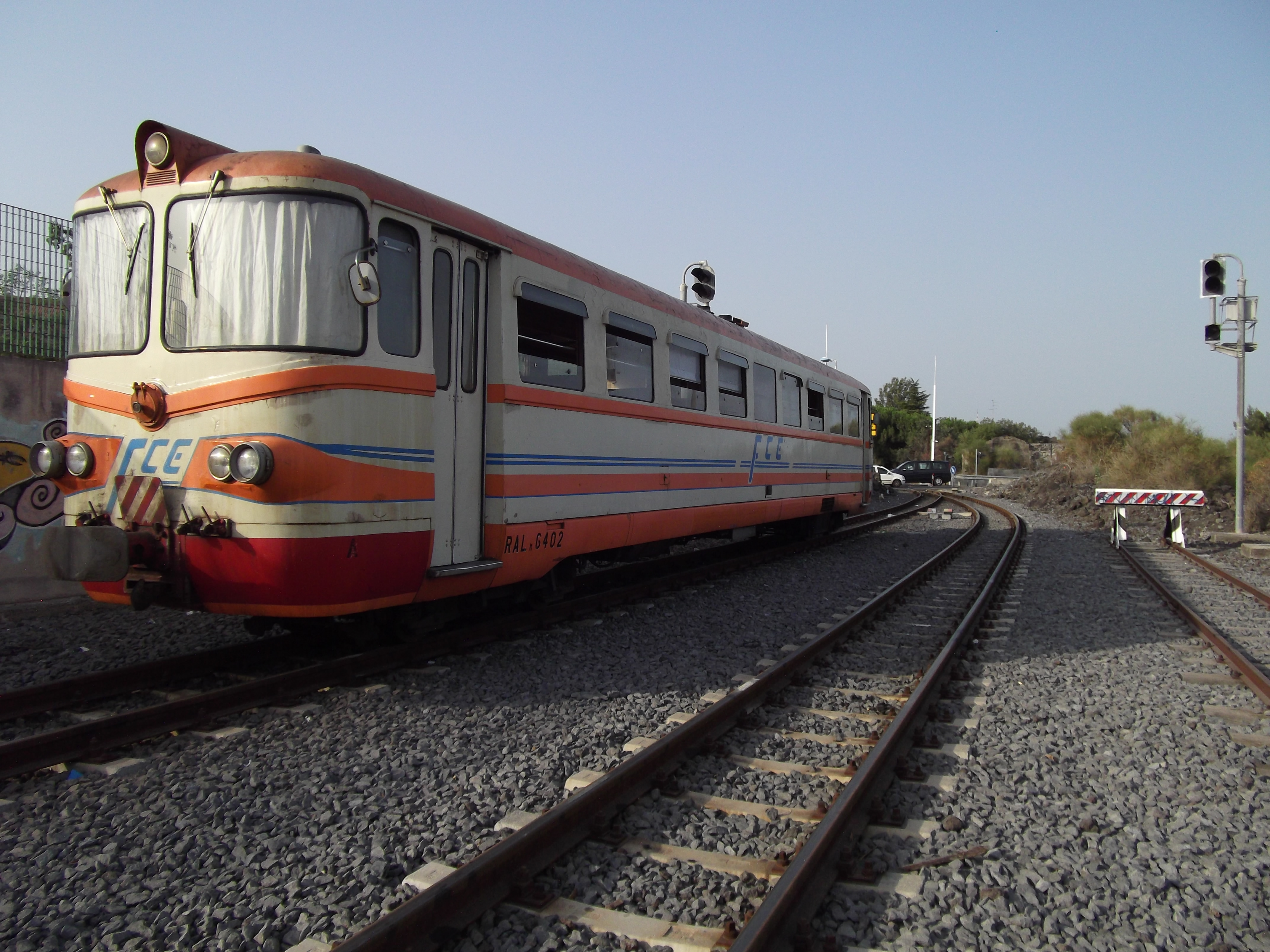
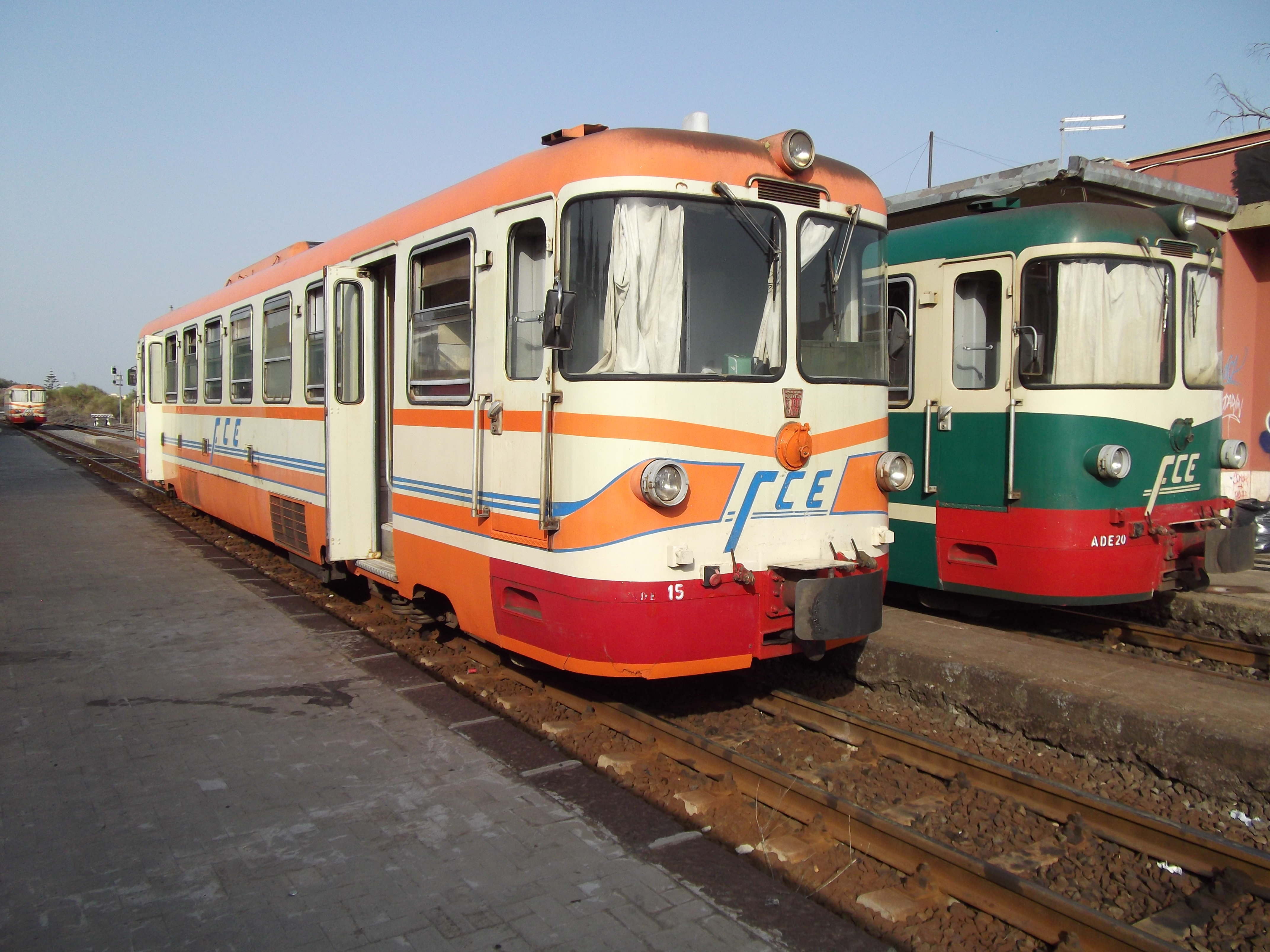

### Intermodalité
Sur la viale Lorenzo Bolano,se situe l'échange avec la station du métro par l'intermédiaire de plusieurs bouches d'accès.